# Bones
Pour les articles homonymes, voir Bones (homonymie).
Bones est une série télévisée américaine en 246 épisodes de 42 minutes créée par Hart Hanson d'après les romans de Kathy Reichs, anthropologue judiciaire et écrivain à succès, et diffusée du 13 septembre 2005 au 28 mars 2017 sur le réseau Fox aux États-Unis et simultanément (ou en différé) sur le réseau Global (City pour la dernière saison) au Canada.
En France, la série a été diffusée à partir du 19 janvier 2007 sur M6 en VM puis rediffusée sur W9, Téva et 6ter; en Belgique, elle l'a été à partir du 27 avril 2007 sur RTL-TVI, au Québec à partir du 4 septembre 2007 sur Séries+, et en Suisse sur la RTS Un.

## Synopsis
Experte en anthropologie judiciaire, Temperance Brennan et l'équipe de l'institut Jefferson, sont appelés à travailler en collaboration avec le FBI dans le cadre d'enquêtes criminelles, lorsque les méthodes classiques d'identification des corps ont échoué. L’anthropologue judiciaire Temperance travaille à partir des squelettes (d'où son surnom éponyme de la série : Bones, qui signifie « ossements »).
Au cours des enquêtes, Bones est épaulée par un agent du FBI, Seeley Booth, avec lequel elle entretient des rapports tantôt conflictuels, tantôt complices voire plus. C'est le partenaire idéal pour mener avec elle, des enquêtes policières poussées. Temperance s'appuie également sur son équipe de scientifiques composée d'Angela Montenegro, sa meilleure amie, qui a inventé un logiciel pour reconstituer une scène de crime en images tridimensionnelles ; du Dr Jack Hodgins, expert en insectes, spores et minéraux ; de leur supérieur le Dr Camille Saroyan ; de son assistant Zack Addy, jeune surdoué puis par une équipe de stagiaires Clark Eddison, Wendell Bray, Daisy Wick, Arastoo Vaziri, Vincent Nigel-Murray, Colin Fisher, Oliver Wells, Jessica Warren, Rodolfo Fuentes et Finn Abernathy ; ainsi que du Dr Lance Sweets, un psychologue, et Caroline Julian, procureur fédéral, et enfin James Aubrey.

## Fiche technique

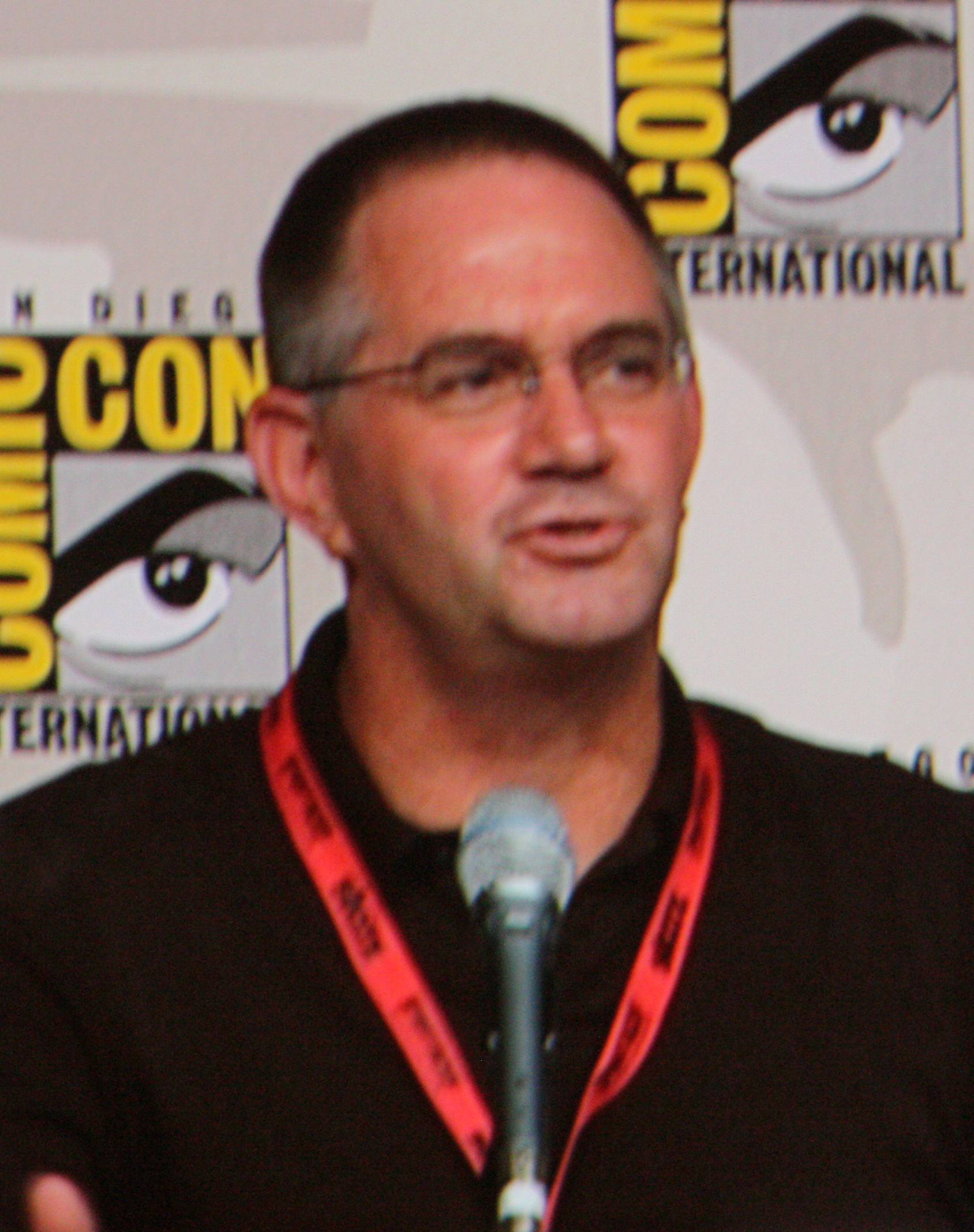
Hart Hanson, créateur de la série, au Comic-Con de San Diego en 2009.

- Titres original et français : Bones
- Création : Hart Hanson d'après les romans et la vie de Kathy Reichs
- Réalisation : David Boreanaz (sur quelques épisodes)
- Scénario : Hart Hanson
- Direction artistique : Robert Strohmaier, Val Wilt, Greg Richman, Karen Steward, Whit Vogel, Lee Mayman, Ian Phillips, Ray Yamagata, Mindy Roffman, Scott Meehan, Chas Butcher
- Décors : Michael L. Mayer, Val Wilt, Philip Toolin, Okowita, Vaughan Edwards, Victoria Paul
- Costumes : Cynthia Ann Summers, Bobbie Read, Robin Lewis West, Jeannie Flynn, Kate Healey, Molly Maginnis, Shawn Holly Cookson, JIll Lucas, Victoria J. Auth
- Photographie : Gordon Lonsdale, Gregory Paul Collier, Robert Reed Altman, Michael D. O'Shea, Cort Fey, Dennis Hall, Sidney Sidell, Loren S. Yaconelli
- Montage : Richard Currie, Kimberly Ettinger, Andrea Folprecht, Bill Lynch, Thomas R. Moore, Casey O Rohrs, J. Benjamin Chulay, Harry B. Miller III, C.J. Liao, David Post
- Musique : Peter Himmelman, Sean Callery, Jamie Forsyth, Julia Newmann
- Production exécutive : Kathy Reichs, Emily Deschanel, David Boreanaz, Stephen Nathan, Ian Toynton, Jonathan Collier, Jonathan Pontell, Randy Zisk, Hart Hanson, Barry Josephson (en)
- Sociétés de production : Far Field Productions, Josephson Entertainment, 20th Century Fox Television
- Société de distribution : Fox Broadcasting Company
- Pays d'origine :  États-Unis
- Langue originale : anglais
- Format : couleur - 35 mm - 1,78:1 - son Dolby Digital
- Genre : série policière, anthropologie judiciaire
- Durée : 42 minutes
- Nombre d'épisodes : 246 (12 saisons)
- Dates de première diffusion :
  - États-Unis / Canada : 13 septembre 2005
  - France : 19 janvier 2007
  - Belgique : 27 avril 2007
  - Québec : 4 septembre 2007

## Distribution

### Acteurs principaux
- Emily Deschanel (VF : Louise Lemoine Torrès[5]) : Dr Temperance « Bones » Brennan
- David Boreanaz (VF : Patrick Borg) : agent spécial Seeley Joseph Booth
- Michaela Conlin (VF : Chantal Baroin) : Angela Montenegro-Hodgins (Pookie Noodlin Pearly Gates Gibbons) [6]
- T. J. Thyne (VF : Thierry Kazazian) : Dr Jack Hodgins
- Tamara Taylor (VF : Annie Milon) : Dr Camille Saroyan (saisons 2 à 12)
- John Boyd (VF : Yoann Sover) : Agent James Aubrey (saisons 10 à 12)
- Eric Millegan (VF : Taric Mehani) : Dr Zack Addy (principal saisons 1 à 3, invité saisons 4, 5 et 11, récurrent saison 12)
- John Francis Daley (VF : Damien Ferrette) : Dr Lance Sweets (décédé) (principal saisons 3 à 9, invité saison 10)
- Patricia Belcher (VF : Claudine Maufrais puis Julie Carli [dès la saison 5]) : Caroline Julian (saisons 1 à 12)

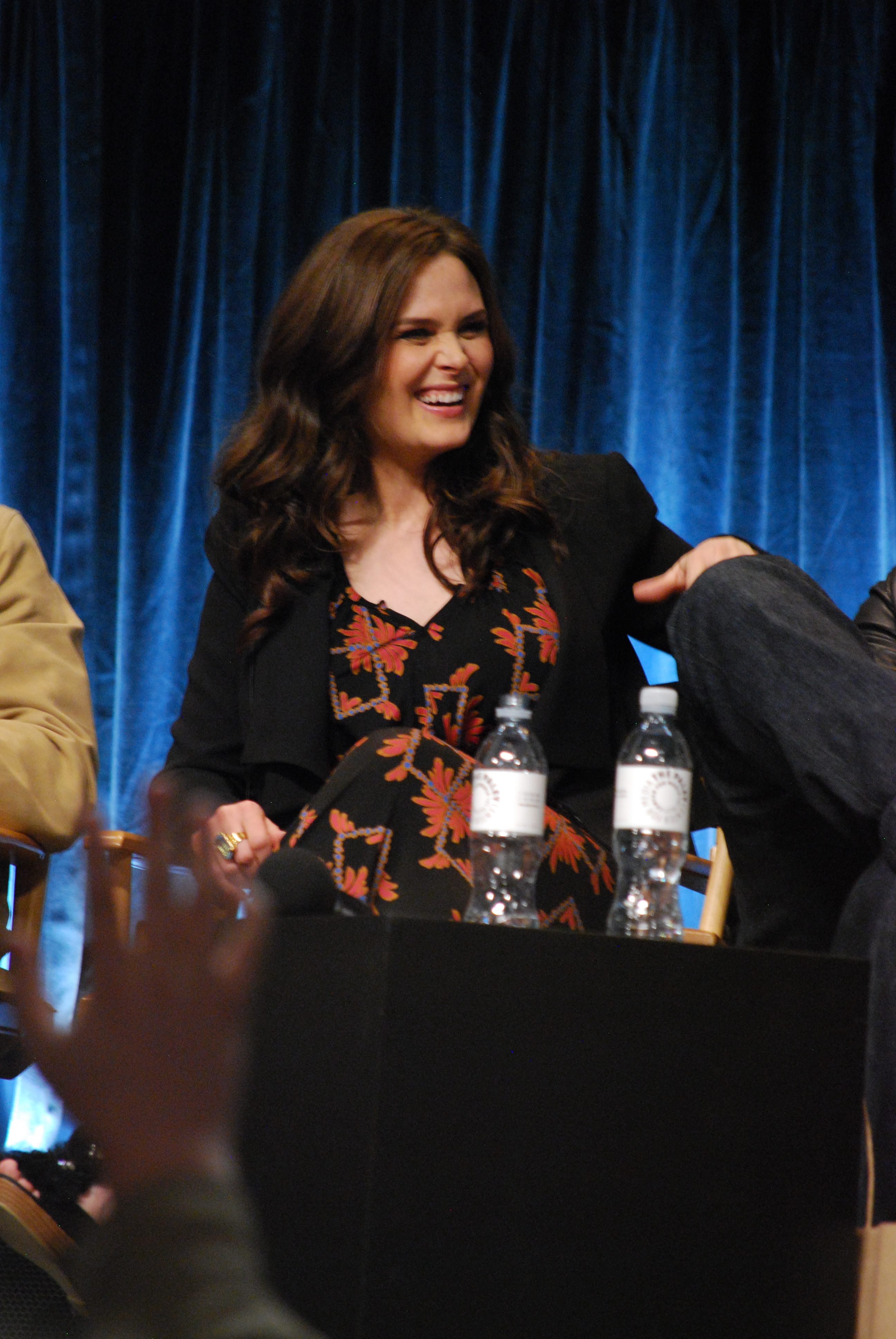
Emily Deschanel interprète le Dr Temperance « Bones » Brennan / Joy Kennan.
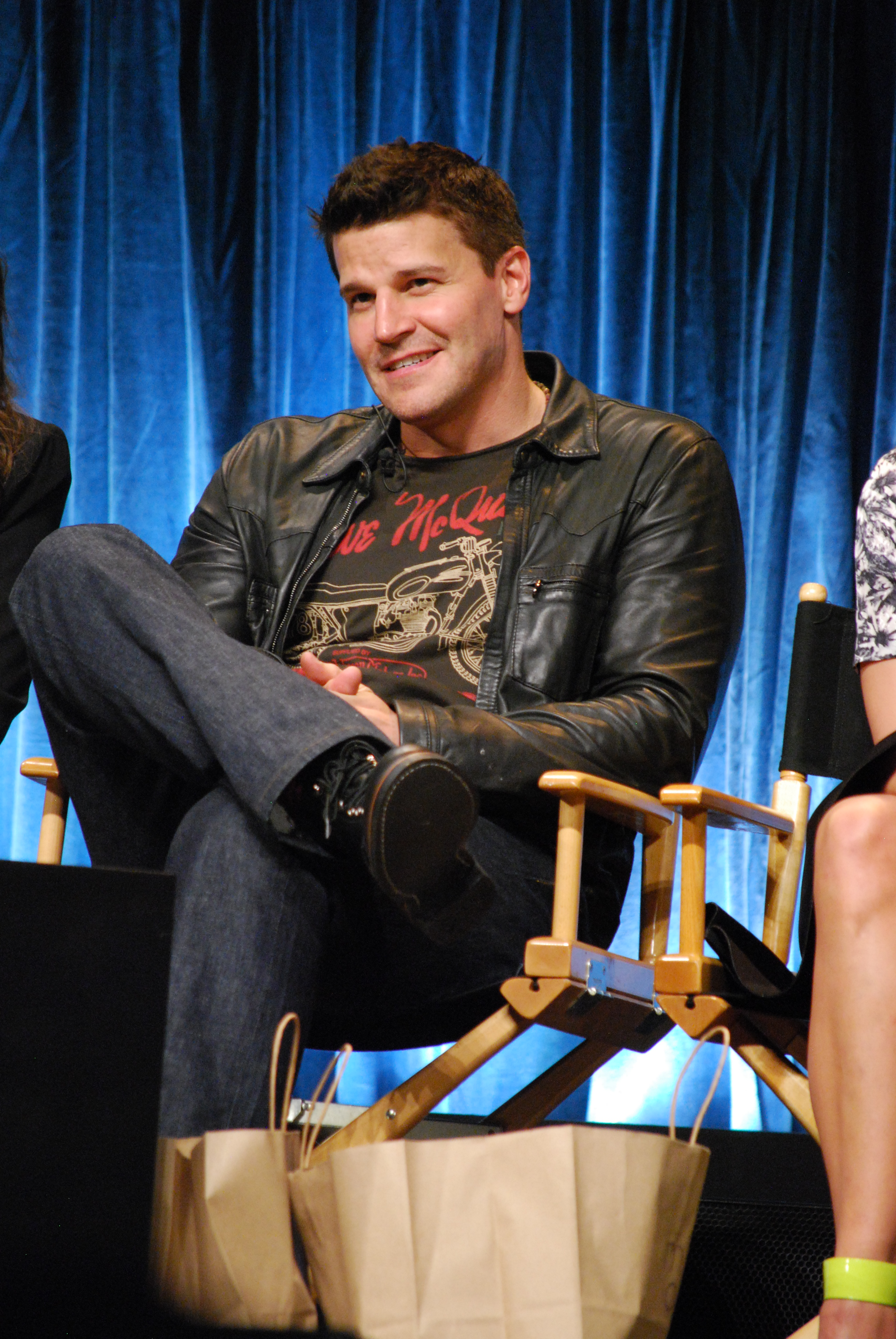
David Boreanaz interprète l'agent spécial Seeley Booth.
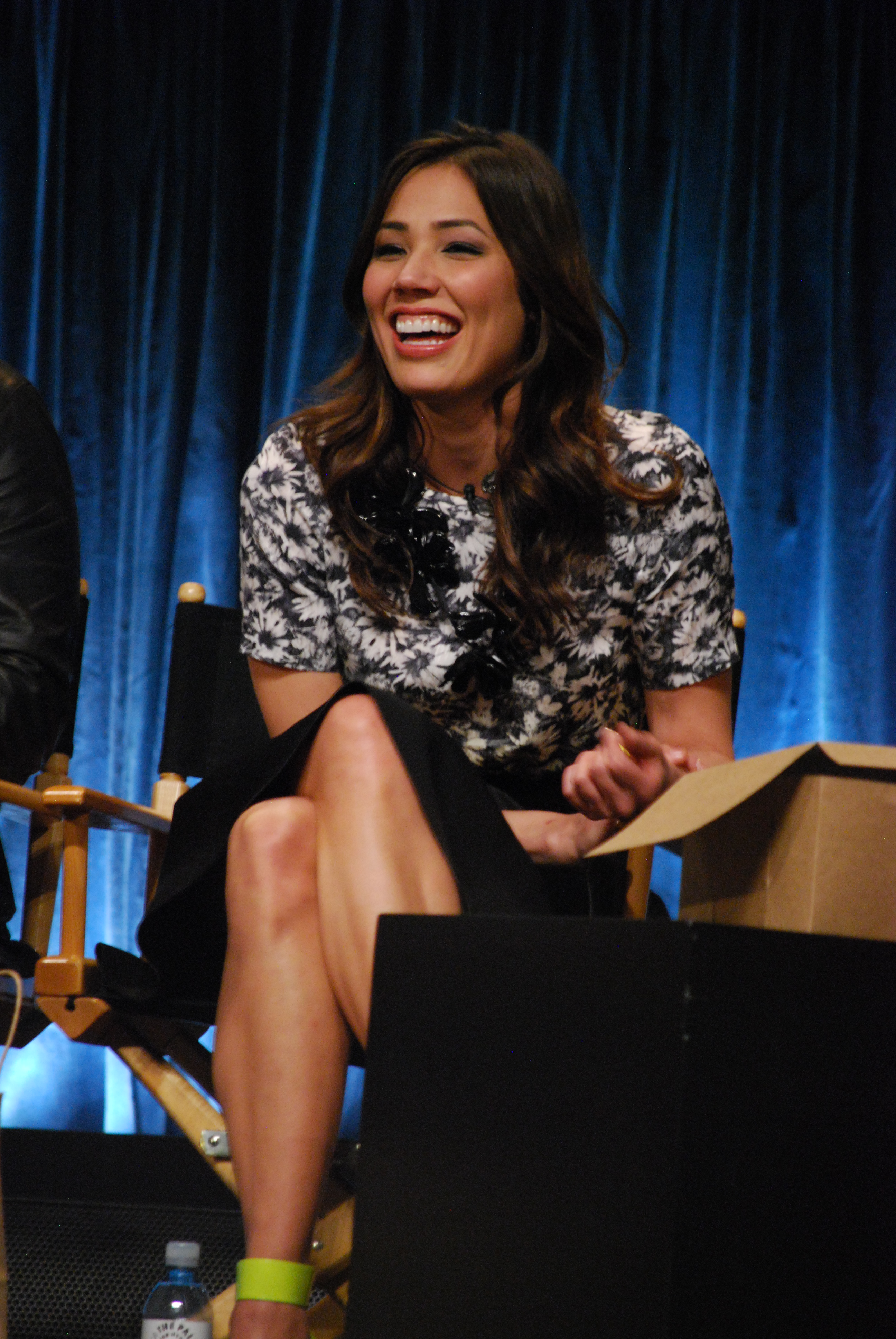
Michaela Conlin interprète Angela Montenegro-Hodgins.
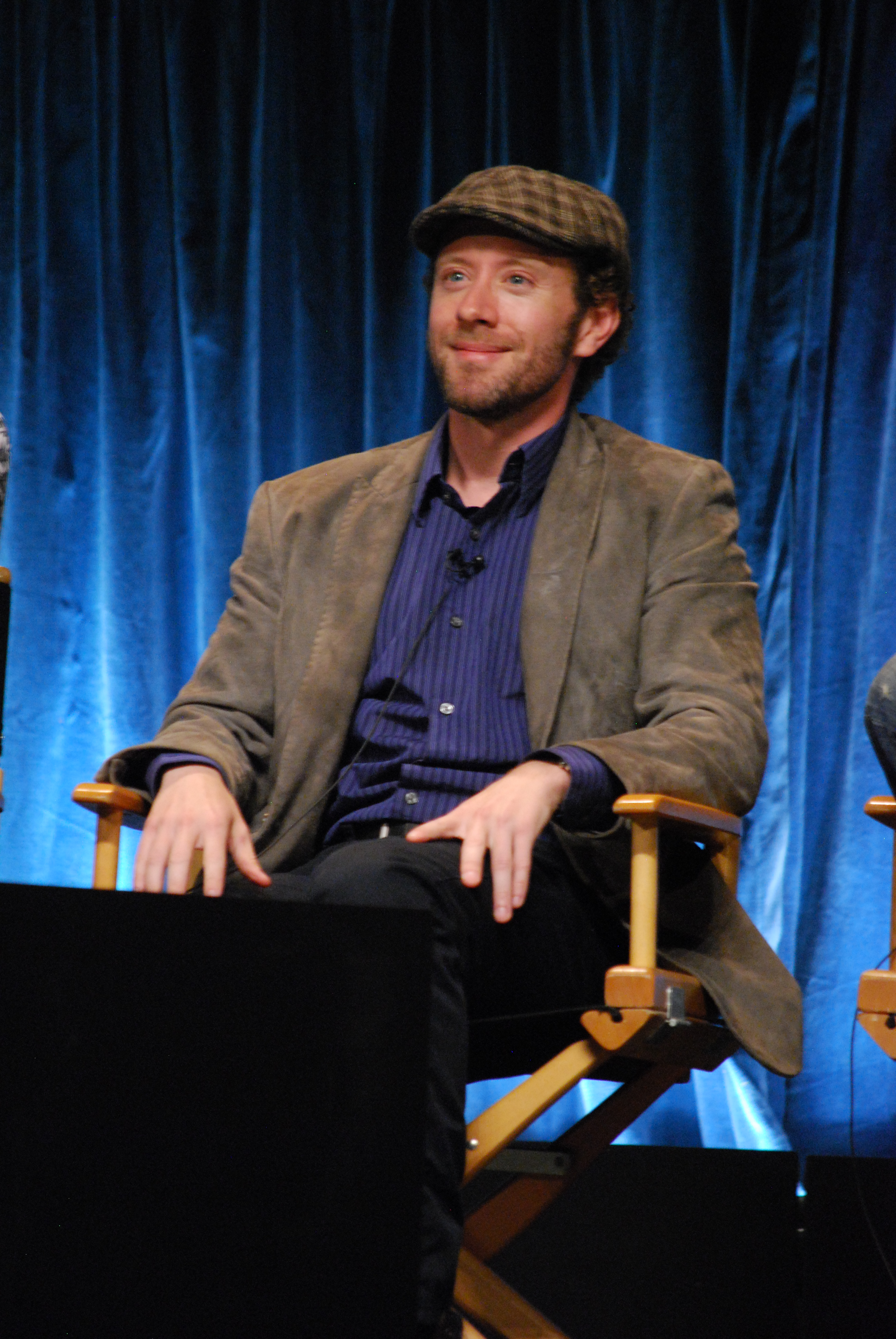
T. J. Thyne interprète le Dr Jack Hodgins.
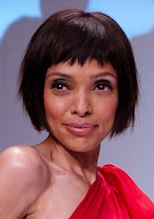
Tamara Taylor interprète le Dr Camille Saroyan.
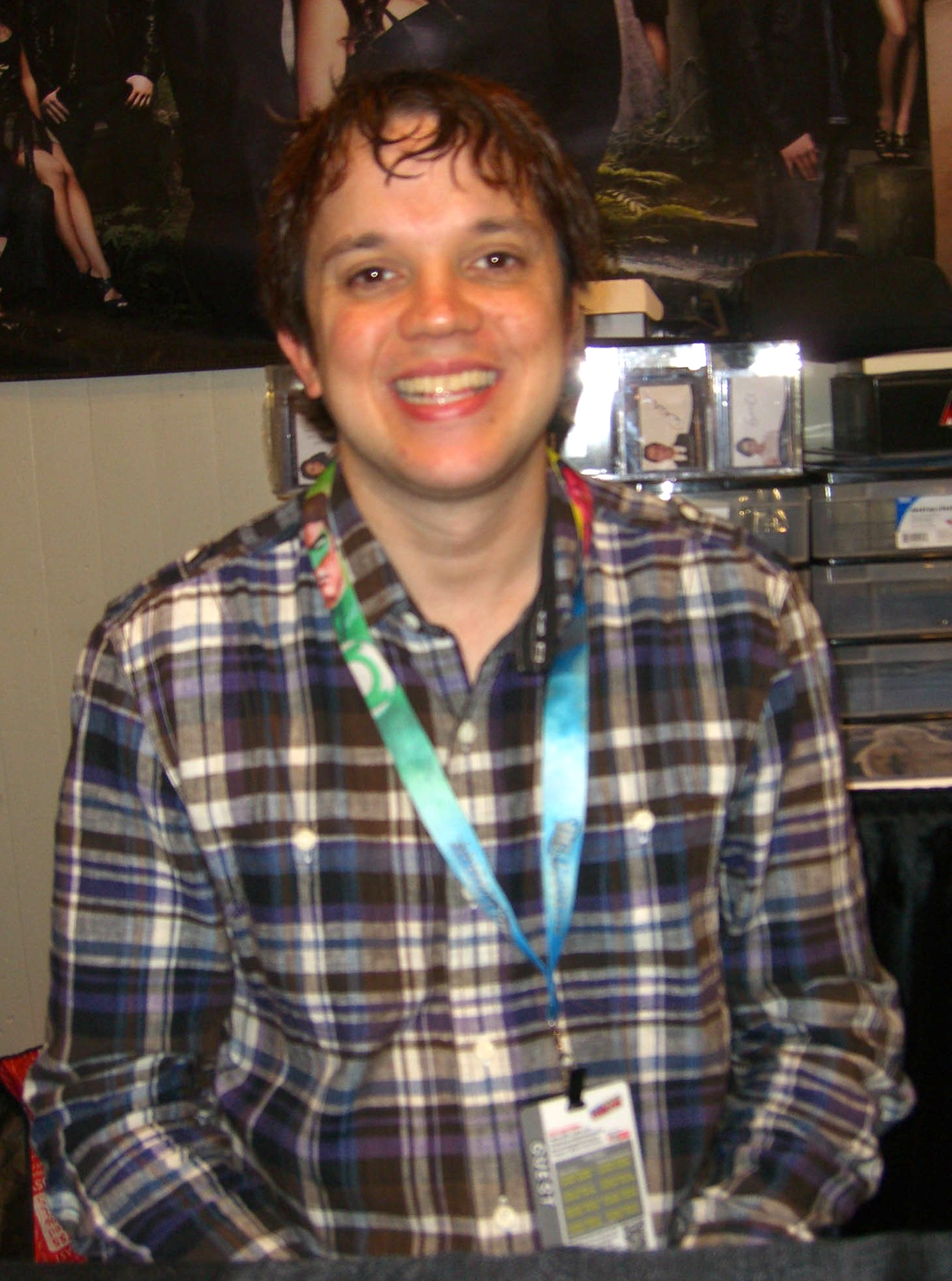
Eric Millegan interprète le Dr Zack Addy.
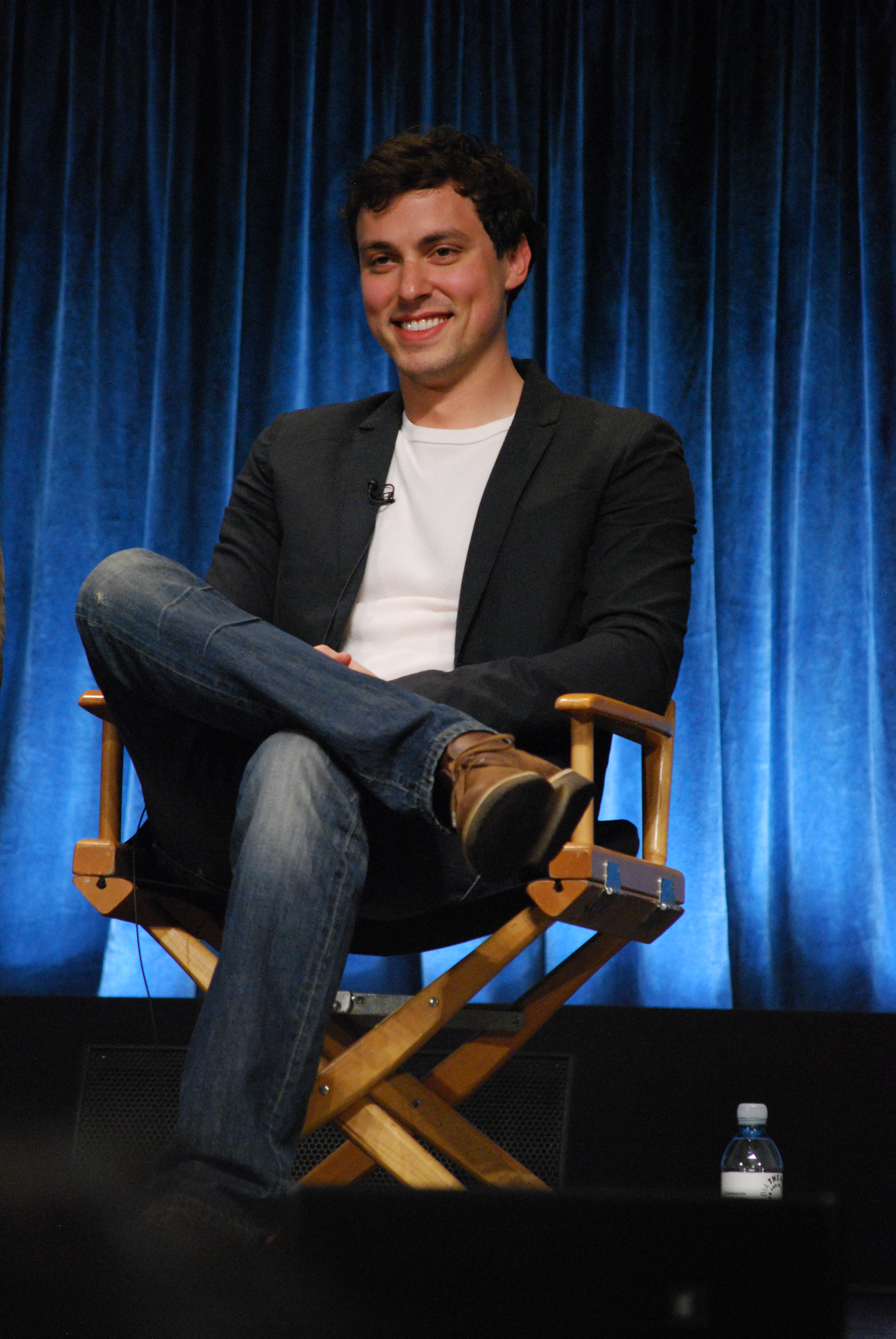
John Francis Daley interprète le Dr Lance Sweets.

### Acteurs récurrents
- Loren Dean (VF : Stéphane Pouplard) : Russ Brennan, frère de Temperance (saisons 1 à 4)
- Billy Gibbons (VF : Thierry Buisson) : lui-même, père d'Angela Montenegro (saisons 1, 4 à 7 et 10)
- John M. Jackson (VF : Julien Thomast) : Sam Cullen (saison 1)
- Jonathan Adams (VF : Thierry Desroses) : Dr Daniel Goodman (saison 1)
- Eddie McClintock (VF : Vincent Barazzoni) : agent spécial Tim Sullivan (saison 2, invité saison 12)
- Ty Panitz (VF : Victor Quilichini) : Parker Booth (invité saisons 1 à 7 et 9)
- Ryan O'Neal (VF : Hervé Jolly) : Max Keenan, le père de Temperance (saisons 2 à 12)
- Gavin MacIntosh (en) (VF : Victor Quilichini) : Parker Booth, (invité saisons 10 à 11)
- Nathan Dean (VF : Jean-Pascal Quilichini) : agent du FBI Charlie Burns (saisons 2 et 3)
- Stephen Fry (VF : Vincent Grass) : Dr Gordon Wyatt (saisons 2, 4, 5 et 12)
- David Greenman : agent du FBI Marcus Geier (saisons 2 à 4)
- Scott McNairy (VF : Thierry Bourdon) : Nœl Liftin (saisons 4 et 6 ep.13)
- Marisa Coughlan (VF : Marie-Eugénie Maréchal) : agent spécial Payton Perotta (saison 4)
- Dana Davis (saison 4) puis Tiffany Hines (VF : Jessica Monceau) : Michelle Welton, fille adoptive de Camille (récurrente saison 5, invitée saisons 4, 6 à 9 et 12)
- Brendan Fehr (VF : Didier Cherbuy) : Jared Booth (saisons 4 et 5)
- Diedrich Bader (VF : Sébastien Desjours) : Andrew Hacker, patron du FBI (saison 5)
- Ralph Waite (VF : Jean-François Laley) : Hank Booth « Pop's », grand-père de Booth (saisons 5, 7 et 9)
- Cyndi Lauper (VF : Isabelle Ganz) : Avalon Harmonia, la voyante (invitée saisons 5, 8 à 10 et 12)
- Elon Gold (VF : Constantin Pappas) : Dr Paul Lidner (saisons 5 et 6)
- Katheryn Winnick (VF : Barbara Beretta) : Hannah Burley, journaliste et petite-amie de Booth (saison 6)
- Tina Majorino (VF : Élodie Ben) : agent spécial Genevieve Shaw (saisons 6 et 7)
- Scott Lowell (VF : Antoine Nouel) : Dr Douglas Filmore (saison 6, 7 et 9)
- Reed Diamond (VF : Cyrille Artaux) : agent spécial du FBI Hayes Flynn (saisons 7 à 9)
- Wendy Worthington (VF : Cathy Cerda) : serveuse du Royal Dinner (saisons 7, 9 et 10)
- Mather Zickel (en) (VF : Arnaud Arbessier) : Aldo Clemens (saisons 9 et 10)
- Sunnie Pelant : Christine Booth (saisons 9 à 12)

- Sara Rue (VF : Victoria Grosbois) : Karen Dels (saisons 11 et 12)
- Gil Darnell (VF : Valéry Schatz) : Sebastian Kohl (invité saisons 11 et 12)
- Betty White (VF : Nicole Favart) : Dr Beth Mayer (saisons 11 et 12)
- Brit Shaw (VF : Claire Baradat) : Jeannine Kovac (saison 12)

Assistants du Dr Brennan
À partir de la quatrième saison, le Dr Brennan s'entoure d'une équipe d'assistants pour remplacer le Dr Zack Addy car elle n'arrive pas à trouver un assistant à la hauteur des performances de Zack.
- Eugene Byrd (VF : Pascal Nowak) : Dr Clark Eddison (37 épisodes, saisons 3 à 12)
- Michael Terry (VF : Nicolas Beaucaire) : Wendell Bray (35 épisodes, saisons 4 à 12)
- Carla Gallo (VF : Laura Préjean) : Daisy Wick (29 épisodes, saisons 4 à 12)
- Pej Vahdat (VF : Jérémy Prévost) : Arastoo Vaziri (30 épisodes, saisons 4 à 12)
- Laura Spencer (VF : Lydia Cherton) : Jessica Warren (10 épisodes, saisons 9 à 12)
- Ignacio Serricchio (VF : Gilles Morvan) : Rodolfo Fuentes (7 épisodes, saisons 9 à 12)
- Joel David Moore (VF : Vincent de Bouard) : Colin Fisher (16 épisodes, saisons 4 à 9, invité 11 et 12)
- Brian Klugman (VF : Stéphane Ronchewski) : Oliver Wells (7 épisodes, saisons 8 à 11)
- Luke Kleintank (VF : Donald Reignoux) : Finn Abernathy (saisons 7 à 9)
- Ryan Cartwright (VF : Jérôme Berthoud) : Vincent Nigel-Murray (11 épisodes, saisons 4 à 6)

Tueurs en séries
- Heath Freeman : Howard Epps (3 épisodes, saison 1 et 2)
- Deirdre Lovejoy (VF : Annie Le Youdec) : Heather Taffet, « le Fossoyeur » (3 épisodes, saisons 4 à 6)
- Arnold Vosloo (VF : Éric Herson-Macarel) : Jacob Broadsky (3 épisodes, saison 6)
- Andrew Leeds (VF : Mathias Casartelli) : Christopher Pelant (9 épisodes saisons 7 à 10)

### Invités
Version française
- Société de doublage : Libra Films[7],[8]
- Direction artistique : Jean-Pascal Quilichini[8]
- Adaptation des dialogues : Aurélie Cutayar, Tim Stevens, Alexa Donda et Igor Conroux[8] ; Amélie Morin[7] (saison 4, épisodes 2 et 3[7]), Sabrina Boyer (saison 5, épisodes 8 et 13)

 Source et légende : version française (VF) sur RS Doublage et Doublage Séries Database

## Production

### Développement
Le 3 mai 2011, la Fox a annoncé le renouvellement de la série pour une septième saison de treize épisodes dans un premier temps, le nombre d'épisodes étant réduit en raison de la grossesse d'Emily Deschanel. Les premiers épisodes seront diffusés à partir du 3 novembre 2011 et les derniers au printemps. Pendant la pause hivernale, la série dérivée The Finder, prendra la place. Le 16 septembre 2011, la chaîne américaine a commandé quatre épisodes supplémentaires qui devait soit s'ajouter à la septième ou à la prochaine saison. La Fox a aussi précisé que le treizième épisode sera bien l'épisode final de saison.
Le 29 mars 2012, la série a été renouvelée pour une huitième saison de vingt-quatre épisodes diffusée depuis le 17 septembre 2012 sur le réseau Fox.
Les quatre épisodes supplémentaires commandés par la Fox pour la saison précédente seront finalement diffusés lors de la huitième saison.
Le 8 janvier 2013, la série a été renouvelée pour une neuvième saison. L'équipe de la série a révélé au Comic-Con 2013 que dans cette saison, Booth et Brennan se marieront avec un changement dans sa case horaire passant du lundi soir au vendredi à 20 h depuis le 8 novembre 2013 après la série mondiale de baseball.
Le créateur de la série, Hart Hanson, a déclaré : « We are in no way planning for it to be the last season. I mean anything can happen in a complicated world, but we’re very, very confident in having at least a season 9, and I can see as far as season 10 before my eyes get misty ». « Nous n'avons en aucun cas prévu que ce soit la dernière saison. Bien sûr tout peut arriver dans ce monde compliqué, mais nous sommes très, très confiants sur la sortie d'une 9e saison, et je peux voir au moins aussi loin que la saison 10 avant que l'avenir ne devienne flou. »
Fin janvier 2014, le président de la Fox, Kevin Reilly, a annoncé que la série devrait connaître certainement une dixième et ultime saison mais sans le créateur de la série, Hart Hanson. Le 29 janvier 2014, la chaîne a renouvelé la série pour une dixième saison et annoncé que la neuvième saison retrouverait sa case du lundi soir à 20 h à partir du 10 mars 2014, case horaire qu'elle avait occupé d'avril 2012 à novembre 2013.
Le 8 mai 2015, la série a été renouvelée pour une onzième saison, mais le showrunner, Stephen Nathan, quitte la série pour d'autres projets.
En novembre 2015, Fox retire la série de sa programmation pour l'hiver 2016, en raison des audiences en baisse. Cette décision engendre une poursuite devant les tribunaux de la part des producteurs exécutifs Barry Josephson et Kathleen Reichs, ainsi que des acteurs principaux Emily Deschanel et David Boreanaz, qui touchent un pourcentage sur les profits de la série qui atteignent des dizaines de millions de dollars.
Le 25 février 2016, la série a été renouvelée pour une douzième et dernière saison de douze épisodes.

### Casting

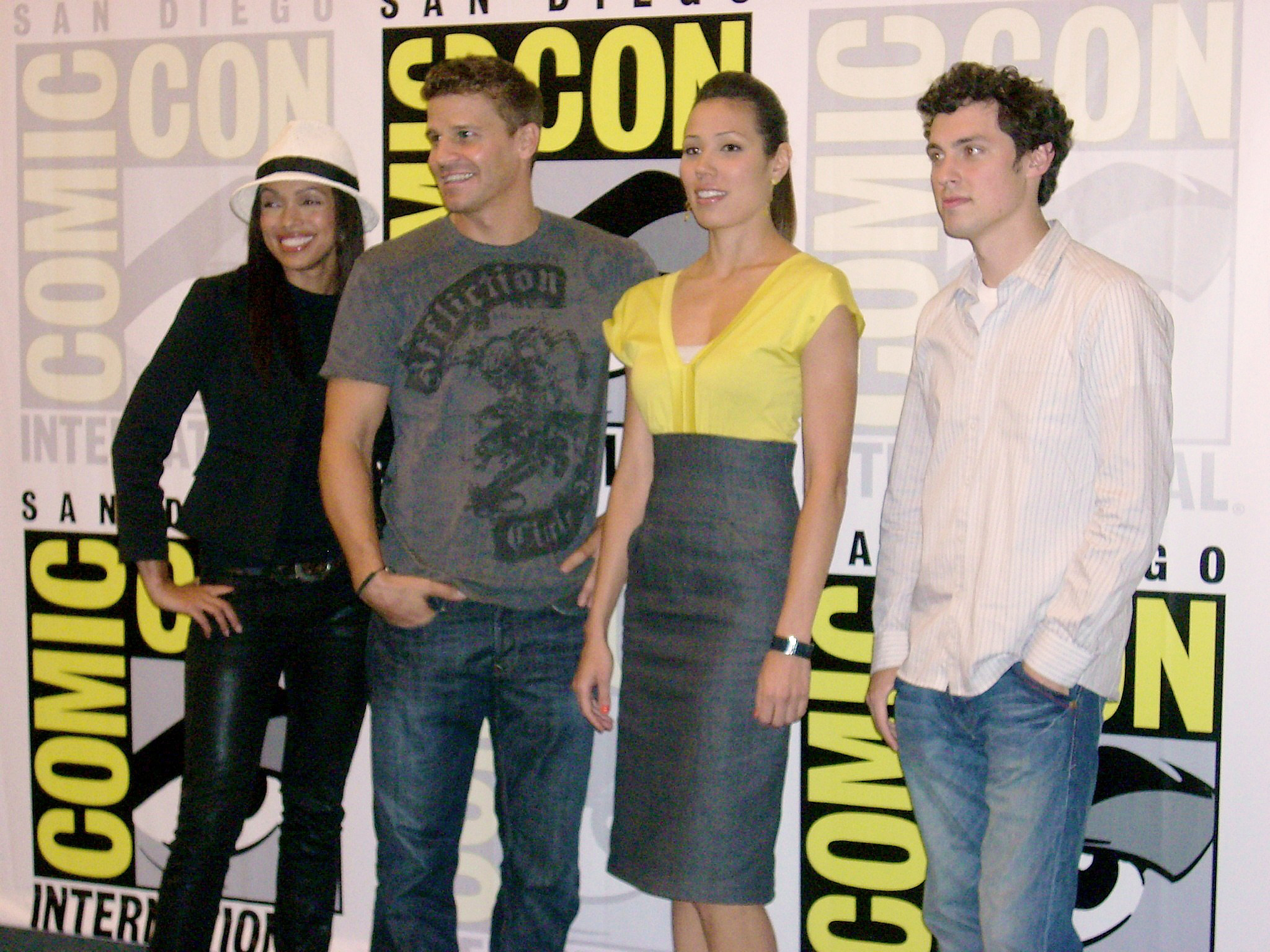
Tamara Taylor, David Boreanaz, Michaela Conlin et John Francis Daley en 2008.

En mars 2005, David Boreanaz et Michaela Conlin ont été les premiers à décrocher un rôle principal, suivi d'Emily Deschanel trois jours plus tard.
En juillet 2016, Eric Millegan (Dr Zack Addy), après son retour dans l'épisode final de la onzième saison, poursuit sa présence lors de cette ultime saison.
En septembre 2016, Eddie McClintock est annoncé pour reprendre son rôle de Tim « Sully » Sullivan, qu'il avait interprété lors de la deuxième saison.
En novembre 2016, Stephen Fry est annoncé à son tour pour reprendre son rôle du Dr Gordon Wyatt, qu'il avait tenu lors de la deuxième, quatrième et cinquième saison.

### Tournage
La série est tournée à Los Angeles, en Californie, aux États-Unis, bien que l'action se déroule principalement à Washington, D.C., où est situé l'Institut Jefferson, ainsi que le siège du FBI.
Le tournage de la troisième saison a commencé en juin 2007 et a été interrompu par la grève des scénaristes en novembre 2007.
La quatrième saison commence par deux épisodes filmés à Londres, au Royaume-Uni.

### Générique d'ouverture
Le générique de la série a été composé par le groupe californien de musique électronique The Crystal Method.

### Procès
Le 27 février 2019, alors que Disney finalise le rachat de 20th Century Fox, la presse s'interroge sur les conséquences sur Disney de l'affaire judiciaire opposant les acteurs et producteurs de la série Bones et la direction de 20th Century Fox Television,. Un juge a déclaré la direction de 20th Century Fox coupable « de mensonges, de tromperies et de fraude » afin de minimiser les gains de la série et qu'il demande 179 millions d'USD de dommages et intérêts ainsi que des garanties aux nouveaux directeurs chez Disney,.

## Épisodes

### Première saison (2005-2006)
Le Dr Temperance Brennan, anthropologue judiciaire de l'institut Jefferson à Washington DC, travaille en collaboration avec l'agent spécial Seeley Booth du FBI. Avec l'aide de son assistant (en pleine préparation de son doctorat et possédant un QI très élevé) Zack Addy, l’entomologiste Jack Hodgins, Angela Montenegro, sa meilleure amie infographiste, spécialiste de la reconstitution et le directeur du Jefferson Daniel Goodman, le Dr Brennan surnommée « Bones » par Booth, a un frère qui l'a laissée seule, après la disparition de leurs parents alors que Temperance n'avait que 15 ans ; elle est hyper rationnelle, obsédée par son travail. Elle a également écrit des best-sellers s'inspirant de son travail . Angela est la plus "humaine" de l'équipe, c'est une artiste, libre, elle est la créatrice de l' "Angelatron" permettant à l'équipe des simulations de scénarios, et des reconstitutions faciales. Le Dr Hodgins, partisan de la théorie du complot, amoureux des insectes, ne s'entend pas très bien avec Zack, qui l'énerve. Il aime faire des expérimentations, et voit un psy pour la gestion de sa colère, il est très attiré par Angela.
Alors que son client Howard Epps est dans le couloir de la mort, une avocate qui a repris le dossier, demande à Booth et Brennan de réexaminer les preuves afin d'empêcher son exécution, découvrant qu'Epps est un tueur en série et qu'ils ont découvert les restes de plusieurs autres victimes, signifiant autant d'années de procès supplémentaires.
La saison se termine sur la découverte du corps de Christine Brennan, la mère de Temperance, révélant ainsi le passé secret de ses parents.

### Deuxième saison (2006-2007)
L'institut Jefferson accueille sa nouvelle responsable : le Dr Camille Saroyan, médecin légiste, très à cheval sur le règlement et la hiérarchie, et ancienne petite amie de Seeley Booth. Cette arrivée change le fonctionnement de Brennan qui n'a pas l'habitude de travailler avec la chair, et qui aurait voulu sa place. Au cours d'une enquête, le conflit s'accentue entre la directrice et l'anthropologue, car Camille critique les enfants placés en famille d'accueil, ce qui est le cas du Dr Brennan. Elles trouvent finalement un compromis qui permet l'équilibre et l'harmonie de l'équipe. Booth et Brennan sont pris dans le jeu du tueur en série Howard Epps, qui a réussi à s'échapper de prison, et tue presque Camille, mettant fin à la relation entre Booth et Saroyan. Alors que Jack et Angela se rapprochent, le « Fossoyeur » enlève et enterre vivant Bones et Hodgins. Bones découvre que son père est toujours en vie, et finit par le retrouver. Max Keenan se laisse arrêter par l'agent Booth afin de ne plus abandonner Temperance.

### Troisième saison (2007-2008)
Cette troisième saison commence avec la découverte du repaire d'une société secrète cannibale, qui construit un squelette avec les os de plusieurs victimes. Zack revient d'Irak. Hodgins et Angela engagent des hypnotiseurs, et des détectives privés afin de retrouver son ex mari. Après que l'agent Booth a arrêté et mis en prison le père du Dr Brennan, le FBI les envoie consulter un jeune psychologue de 22 ans : le Dr Lance Sweets pour évaluer leur partenariat. Il aidera également l'équipe en tant que profiler. Alors que son frère est également arrêté, et le Dr Clark Edison est appelé pour la défense dans le procès de Max Keenan. Après l'évaluation du partenariat entre Booth et Brennan, Sweets souhaite étudier leur relation et écrire un livre sur eux, en échange de quoi il sera profiler consultant sur un grand nombre d'enquêtes. À la fin d'une enquête, une femme possessive (traqueuse et harceleuse) finit par tirer sur un membre de l'équipe qui est entre la vie et la mort. La saison se termine avec la fin de l'affaire « Gormogon » et la perte d'un membre de l'équipe qui affectera tout le monde, et particulièrement Brennan et Hodgins.

### Quatrième saison (2008-2009)
Tout au long de la quatrième saison, Camille Saroyan cherche à titulariser un interne au service de Bones, mais celle-ci reste réticente à s'attacher, que ce soit professionnellement ou personnellement, à aucun d'entre eux. C'est ainsi que l'on voit défiler tour à tour Clark Edison, Daisy Wick, Wendell Bray, Vincent Nigel-Murray, Colin Fisher et Arastoo Vaziri. Le Fossoyeur (qui avait enlevé Brennan et Hodgins pendant la deuxième saison) refait surface en enlevant Booth, mais cette fois-ci son identité est dévoilée. Booth est victime d'hallucinations plusieurs fois et cela inquiète Bones car il devra être opéré en urgence tout à la fin de la saison.

### Cinquième saison (2009-2010)
Au début de la cinquième saison, Booth se remet de son intervention chirurgicale petit à petit, après un coma de quelques jours. Alors qu'il est dans le coma, Bones lui lit le roman qu'elle est en train d'écrire, et il se réveille quand elle a fini, après avoir rêvé d'une vie parallèle dans laquelle Bones et lui étaient mariés. Il semble souffrir de quelques séquelles. Il finit par avouer ses sentiments à sa partenaire qui, elle, préfère qu'ils en restent là, de peur que leur relation professionnelle en pâtisse. À la suite du procès particulièrement éprouvant du Fossoyeur, Brennan décide de quitter le Jefferson et l'équipe se sépare pour un an à la fin de la saison.

### Sixième saison (2010-2011)
La séparation de l'équipe de l'institut Jefferson est interrompue par Caroline Julian, qui rappelle tout le monde, à la rescousse de Camille. En effet, celle-ci a besoin de leur aide pour résoudre une affaire sensible ; sept mois ont donc passé. Hodgins et Angela reviennent de France et Angela annonce un début de grossesse à Brennan. Sweets renoue avec Daisy et le Dr Brennan découvre alors que Booth a rencontré quelqu'un en Afghanistan : Hannah Burley, une séduisante journaliste d'investigation qui l'a suivi à Washington pour une enquête dans le milieu politique. Bones accuse le coup et sympathise avec elle, malgré les sentiments qu'elle a toujours pour l'agent du FBI. Elle décide de les lui avouer alors qu'il est en couple avec Hannah. L'équipe d'internes se reforme également : Wendell Bray, toujours à court d'argent reprend du service immédiatement ; Vincent Nigel-Murray avait fait fortune à un jeu télévisé mais il a tout dilapidé, il ré-intègrera également l'équipe et Colin Fisher était interné pour grave dépression, mais il a appris à se contrôler, il peut donc sortir et reprendre son travail.
Lors d'une enquête sur un ami de guerre de Booth, Jacob Broadsky, celui-ci prend pour cible l'équipe de l'institut et tue Vincent Nigel-Murray. Toute l'équipe est très attristée de cette perte et Booth propose à Brennan de venir dormir chez lui, elle accepte et ils passent la nuit ensemble. L'enquête se termine et, peu de temps après la naissance de Michael Vincent Staccato Hodgins, Bones annonce à Booth qu'elle est enceinte de lui.

### Septième saison (2011-2012)
Temperance Brennan est dans le troisième trimestre de sa grossesse. Booth essaie d'assumer son rôle de père tant bien que mal mais la divergence entre les deux futurs parents rend les choses compliquées (trouver une maison, lieu de l'accouchement…). Ils trouvent néanmoins leur équilibre, jusqu'à ce que Pelant, un serial killer surdoué en informatique, aimant la mise en scène et les énigmes, vienne troubler leur vie ainsi que celle de toute l'équipe principalement à la fin de cette saison. La saison se termine sur Brennan s'enfuyant en voiture avec sa fille car elle est accusée d'un meurtre.

### Huitième saison (2012-2013)
Depuis trois mois, Bones est en fuite avec Christine et son père, à la recherche de preuves dans le passé de Pelant qui pourraient disculper Brennan et arrêter Pelant. Après avoir changé son identité, Pelant s'attaque à la famille Montenegro-Hodgins, puis au FBI. Un nouvel interne fait son entrée au Jefferson. C'est le début d'une nouvelle histoire d'amour pour Camille, qui souhaite garder cette relation secrète. Après la rencontre d'un artiste, Angela remet son travail en question au profit de la vie et de son art. Touché au visage par une balle de Booth, Pelant sera très contrarié et à la fin de la saison, alors que Temperance demande enfin Seeley en mariage, Pelant lui demande de refuser ou il tuera des innocents.

### Neuvième saison (2013-2014)
Personne ne comprend la décision de Booth d'annuler ses fiançailles avec Bones, créant ainsi des tensions dans leur couple. Après que Pelant a utilisé son travail, Sweets remet en question son choix professionnel et décide de prendre des vacances avant de revenir à la demande de Booth et de toute l'équipe. Après que Pelant a assassiné un ami du FBI de Booth, ce dernier met fin à la chasse à l'homme en tuant Pelant. L'équipe du Jefferson et du FBI peut retrouver une vie normale, Booth et Bones finissent par se marier (épisode 6). Avant de mourir Pelant dit à Bones qu'il y a une tueuse fantôme, qui a fait plusieurs victimes dont les restes sont stockés au Jefferson, et qu'elle ne pourra pas résoudre cette affaire sans lui, ce qui perturbera notre anthropologue et l'équipe au long de la saison. Deux internes se retrouvent confrontés aux malheurs de la vie, mais ils pourront compter sur la famille du Jefferson. Après la chute du groupe Cantilever (par Pelant) Hodgins découvre un secret de famille vieux de 30 ans. Cette saison marque l'arrivée de deux nouveaux internes.

### Dixième saison (2014-2015)
Trois mois ont passé depuis la fusillade chez Bones et Booth, et Temperance leur a trouvé une nouvelle maison. Brennan utilise les dossiers de chantages pour faire libérer Booth de prison. À peine sorti, Booth est bien décidé à continuer son enquête sur la conspiration au sein du FBI avec le Jefferson, mais Booth ne fait plus confiance à personne. Un nouveau membre du FBI vient se joindre à l'équipe l'Agent James Aubrey. Au cours de cette investigation, Lance Sweets meurt alors que Daisy attend un enfant de lui, dont Booth sera le parrain. Alors que Brennan apprend qu'elle est enceinte, à la suite d'une enquête impliquant des paris, Booth se remet à parier mettant en péril leur relation. Le Dr Hodgins au cours d'expériences trouve le moyen de se faire à nouveau beaucoup d'argent. Bones réalise qu'elle est beaucoup plus avancée dans sa grossesse qu'elle ne l'avait imaginé.

### Onzième saison (2015-2016)
Six mois après que Booth et Brennan ont quitté leurs emplois, le FBI et le Jefferson (sans Bones) sont appelés sur une scène de crime, les indices semblent indiquer que la victime est Seeley Booth. Brennan revient au laboratoire afin d'identifier les restes et découvre que c'est non pas Seeley, mais Jared Booth (son frère). Booth est toujours porté disparu et blessé grièvement. Arastoo ayant obtenu son doctorat, décide de partir pour travailler ailleurs, mettant fin à sa relation avec Camille. Il revient lors d'une enquête impliquant une explosion qui envoie Aubrey sur la table d'opération et qui paralyse Hodgins après coup, ce qui affecte non seulement Jack mais aussi toute l'équipe qui doit subir ses humeurs. Le FBI fait appel à une analyste comportementale Karen Delfs pour l'aider sur plusieurs affaires. Un corps présentant des signes troublants, amène l'équipe à penser que le tueur a non seulement déjà tué, mais qu'il vit avec ses victimes transformées en marionnettes pendant 6 mois. Pendant que la relation d'Hodgins et Angela s'améliore James et Jessica se rapprochent de plus en plus.
Cette saison comporte la première partie d'un épisode cross-over, pour l'épisode Spécial Halloween (épisode 5), avec la série Sleepy Hollow (saison 3, épisode 5 en seconde partie). C'est aussi la dernière apparition de l'interne Oliver Wells (épisode 19). Et l'apparition du dernier personnage récurrent de la série Karen Delfs (épisode 10).

### Douzième saison (2017)
Zack Addy a enlevé le Dr Temperance Brennan, pour qu'elle sache la vérité : il n'a jamais tué personne (y compris le lobbyiste dans l'affaire Gormogon, qu'il a avoué avoir tué) et qu'il n'est pas le tueur en série « Le Marionnettiste » qui sévit depuis des mois. Alors que Bones fête ses 40 ans, Daisy obtient son doctorat et une place dans un célèbre institut, et Angela reçoit une récompense inattendue. Hodgins accepte enfin son état qui est définitif. Une vieille affaire du temps où Booth était sniper refait surface, avec la découverte du corps du Père Aldo Clemens (le prêtre qui a marié les deux B) et que le meurtrier n'est autre que Mark Kovac, un tueur en série familier de Booth.

## Commentaires
- Le 19e épisode de la deuxième saison, Player Under Pressure (L'Esprit d'équipe), a été déprogrammé par le réseau Fox. Cet épisode racontait l'enquête de Brennan et Booth sur un crime survenu au sein d'un campus et devait initialement être diffusé le 19 avril 2007 soit quelques jours seulement après la tragédie survenue le 16 de ce même mois sur le campus de Virginia Tech (Virginia Polytechnic Institute and State University, États-Unis) où un individu a ouvert le feu sur des étudiants et fait 32 morts et 26 blessés. L'épisode a par la suite été inclus dans la troisième saison comme le 11e épisode.
- L'acteur Ignacio Serricchio qui incarne le Dr Rodolfo Fuentes dans la série, a aussi précédemment joué le rôle du chef cuisinier Alejandro Lopez-Fernando dans l'épisode 9 de la série dérivée The Finder.

## Accueil

### Critiques
Les critiques de l'épisode pilote étaient mitigées et le score sur Metacritic obtenu est de 55⁄100 basé sur 29 critiques. Les épisodes suivants ont reçu des critiques généralement positives.
Sur le site d'agrégation de critiques Rotten Tomatoes, la série a reçu un accueil positif des critiques, avec une note de 82 %.
En France, l'accueil est aussi positif, le site Allociné lui donne une note 3.5⁄5 basée sur 346 avis.

### Audiences

#### Aux États-Unis
| Saison | Nombre d’épisodes | Diffusion originale | Diffusion originale | Diffusion originale | Diffusion originale            |
| Saison | Nombre d’épisodes | Années              | Début de saison     | Fin de saison       | Audience moyenne (en millions) |
| ------ | ----------------- | ------------------- | ------------------- | ------------------- | ------------------------------ |
| 1      | 22                | 2005-2006           | 13 septembre 2005   | 17 mai 2006         | 8,90                           |
| 2      | 21                | 2006-2007           | 30 août 2006        | 16 mai 2007         | 9,40                           |
| 3      | 15                | 2007-2008           | 25 septembre 2007   | 19 mai 2008         | 8,90                           |
| 4      | 26                | 2008-2009           | 3 septembre 2008    | 14 mai 2009         | 10,81                          |
| 5      | 22                | 2009-2010           | 17 septembre 2009   | 20 mai 2010         | 10,02                          |
| 6      | 23                | 2010-2011           | 23 septembre 2010   | 19 mai 2011         | 11,57                          |
| 7      | 13                | 2011-2012           | 3 novembre 2011     | 14 mai 2012         | 9,26                           |
| 8      | 24                | 2012-2013           | 17 septembre 2012   | 29 avril 2013       | 9,52                           |
| 9      | 24                | 2013-2014           | 16 septembre 2013   | 19 mai 2014         | 8,43                           |
| 10     | 22                | 2014-2015           | 25 septembre 2014   | 11 juin 2015        | 7,27                           |
| 11     | 22                | 2015-2016           | 1er octobre 2015    | 21 juillet 2016     | 4,86                           |
| 12     | 12                | 2017                | 3 janvier 2017      | 28 mars 2017        | 5,54                           |

## Produits dérivés

### Sorties DVD et disques Blu-ray
En France, les saisons 1 à 10 sont disponibles en DVD depuis 2016.[réf. nécessaire]

### Série dérivée
En octobre 2010, la FOX a annoncé la possibilité qu'une série dérivée de Bones voie le jour. Elle serait basée sur les romans de Richard Greener, The Locator, et centrée sur le personnage de Walter Sherman, un ex de la police militaire particulièrement habile dans son métier au laboratoire et de son partenaire, Leo, un grand philosophe tous deux faisant équipe avec une femme aussi habile de ses mains pour piloter un hélicoptère que pour servir les clients derrière le bar.
Pour ce backdoor pilot, la production engage Michael Clarke Duncan (Leo Knox), Geoff Stults (Walter Sherman) et Saffron Burrows (Ike Latulippe), qui sont introduits dans l'épisode 19 de la sixième saison.
Le 10 mai 2011, la Fox commande la série, intitulée The Finder, mais écarte Saffron Burrows. Elle est diffusée dès janvier 2011 durant la pause hivernale de Bones, mais est conséquemment annulée après treize épisodes, souffrant d'audiences décevantes.

### Présence dans d'autres séries
Outre la série dérivée The Finder, les personnages de Bones ont également été présents dans d'autres séries :
- Sleepy Hollow saison 3 épisode 5 : les héros visitent l'institut Jefferson et travaillent avec l'équipe de Bones.
- Rosewood saison 2 épisode 9 : Daisy Wick participe à une enquête après avoir été introduite comme une collaboratrice du célèbre Dr Brennan.